# Wercyngetoryks
Wercyngetoryks (łac. Vercingetorix, ok. ur. 82 p.n.e., zm. 46 p.n.e. w Rzymie) – wódz galijskiego plemienia Arwernów oraz przywódca wielkiego powstania Galów przeciwko siłom rzymskim podczas ostatniej fazy wojen galijskich prowadzonych przez Juliusza Cezara.

## Imię i źródła dotyczące życia
Vercingetorix jest zbitką galijskich słów ver („nad”, „ponad”), cingeto („wojownik”) i rix („król”) (por. walijski rhi, łaciński rex). Imię dosłownie oznacza „wielki król wojowników” lub „król wielkich wojowników”.
Plutarch podaje imię Gala jako Vergentorix.

Niewiele jest dokumentów historycznych świadczących o życiu Wercyngetoryksa. Najważniejszymi źródłami są dzieła starożytnych autorów: Cezara, Strabona, Plutarcha, Florusa, Tytusa Liwiusza i Kasjusza Diona.

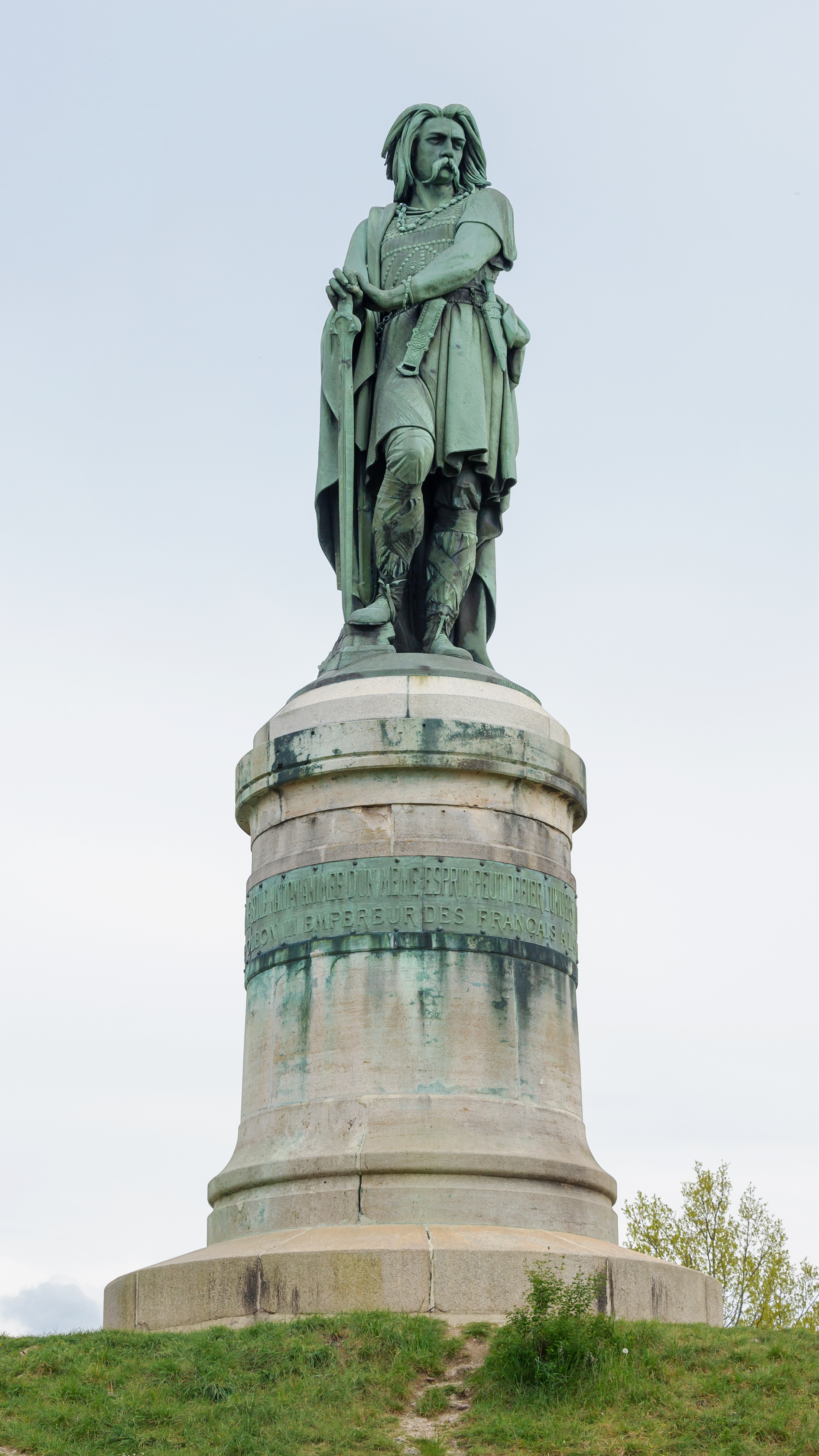
Pomnik Wercyngetoryksa w Alezji

## Życiorys
Syn Celtyllusa.

Jak największą gorliwość połączył z jak największą bezwzględnością władzy; wahających się przymuszał surowością kar. Za poważniejsze bowiem wykroczenia skazywał na śmierć przez spalenie i wszelkiego rodzaju męczarnie, za mniejsze, po obcięciu uszu lub wyłupieniu jednego oka, odsyłał do domu, aby dla pozostałych byli ostrzeżeniem i surowością kary zastraszali innych.

 
Powstanie Wercyngetoryksa (52 p.n.e.) było największym zrywem Galów podczas podboju Galii przez Rzymian (58–51 p.n.e.). Mimo początkowych zwycięstw (na przykład bitwa pod Georgowią), zostało jednak krwawo stłumione. Wercyngetoryks został pokonany przez Juliusza Cezara w bitwie pod Alezją i poddał się. 

Nadszedł bez zapowiedzi. Pojawił się nagle przy trybunale, gdzie Cezar zasiadał, by ogłaszać wyroki. Niektórzy Rzymianie odsunęli się, jako że Wercyngetoryks był rosły, a w swej zbroi budził jeszcze większą grozę. Gdy umilkła wrzawa, wystąpił by przemówić. Padł na kolana przed Cezarem, prosząc tym gestem o miłosierdzie. Wielu patrzących na to wypełniło współczucie, gdy porównywali jego obecną sytuację z wcześniejszym powodzeniem.

Został wydany Cezarowi przez współplemieńców i zmuszony do wzięcia udziału w jego triumfalnym wjeździe do Rzymu w 46 p.n.e. Prawdopodobnie po sześciu latach niewoli został uduszony (według tradycji w Więzieniu Mamertyńskim), co było częstą praktyką w stosunku do jeńców i zakładników w starożytnym Rzymie.

## Miejsce w historii Francji oraz upamiętnienie
Dopiero w XIX wieku Wercyngetoryks, podobnie jak inni starożytni Galowie, stał się obiektem większego zainteresowania francuskich historyków i badaczy. We Francji wzniesiono wówczas wiele monumentalnych posągów galijskiego wodza. Jeden z nich, autorstwa Frédérica-Auguste’a Bartholdiego znajduje się na Place de Jaude w Clermont-Ferrand.

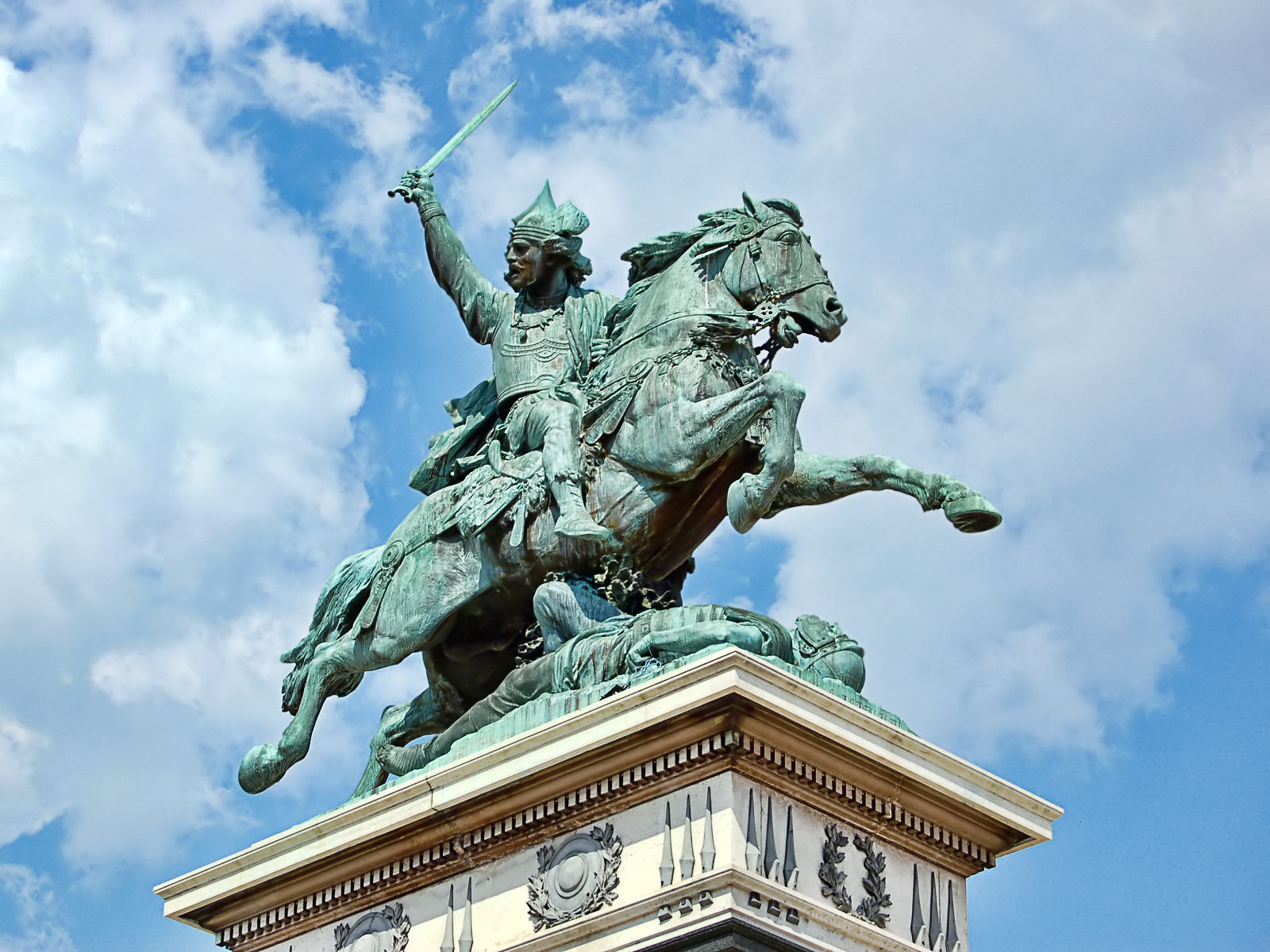
Pomnik konny Wercyngetoryksa w Clermont-Ferrand

W 1865 cesarz Napoleon III Bonaparte odsłonił w Alezji mierzący 7 metrów pomnik Wercyngetoryksa. Jego rzeźbiarzem był Aimé Millet, architektem natomiast Eugène Viollet-le-Duc. W 2014 zabytek został wpisany na listę monument historique.
Po 1870 postać Wercyngetoryksa była często wykorzystywana przez propagandę III Republiki.
Na cześć wodza galijskiego nazwano asteroidę 52963 Vercingetorix odkrytą przez OCA-DLR Asteroid Survey.

## Film
Wencyngetoryks jest bohaterem filmu "Druidzi" z 2001 roku. W jego rolę w filmie wcielił się Christopher Lambert.